# بیورکریک (مریلند)
بیورکریک (به انگلیسی: Beaver Creek) شهری در ایالت مریلند کشور ایالات متحده آمریکا است که جمعیت آن در سرشماری سال ۲۰۱۰ میلادی، ۲۵۱ نفر بوده‌است.

## نگارخانه

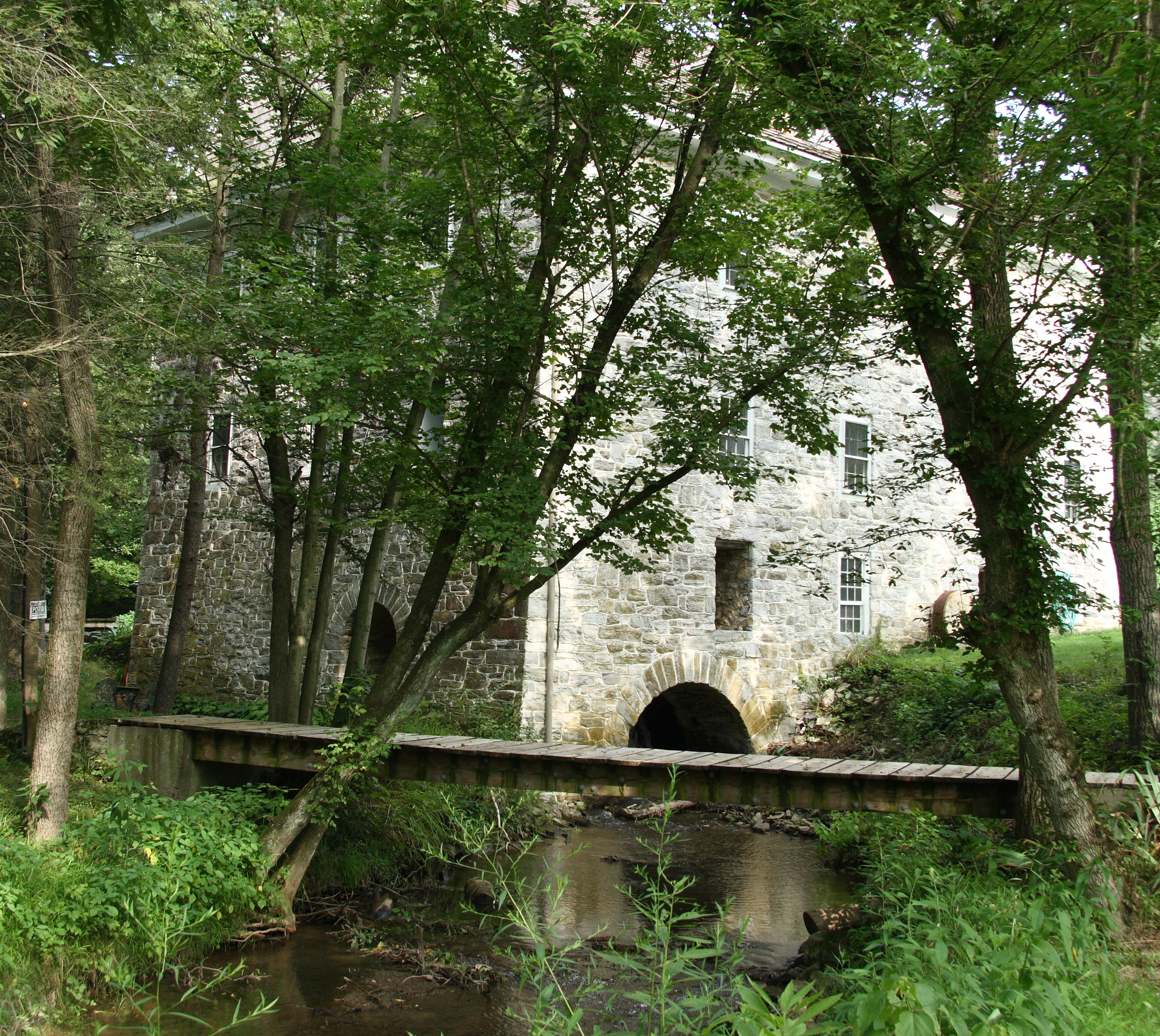
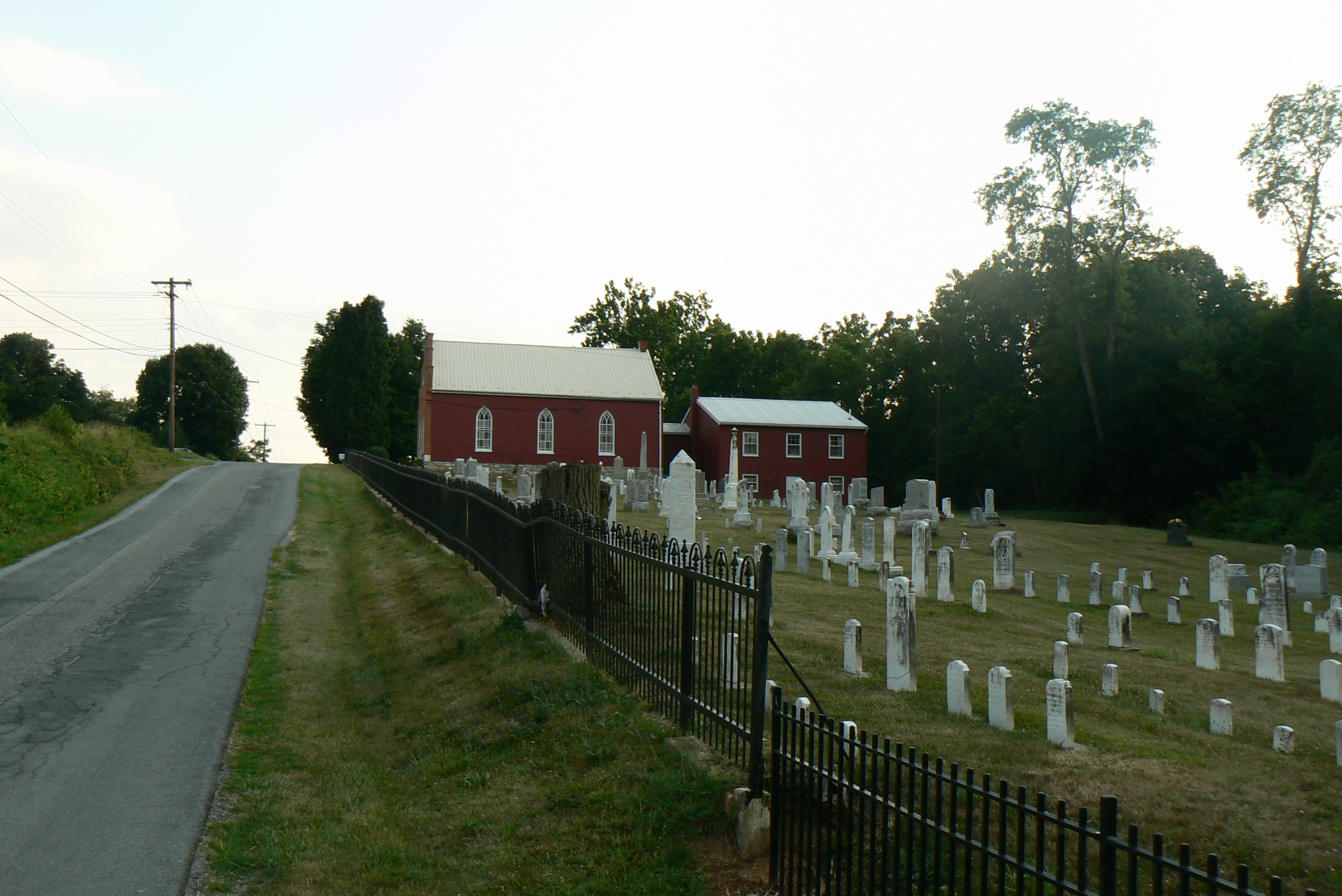
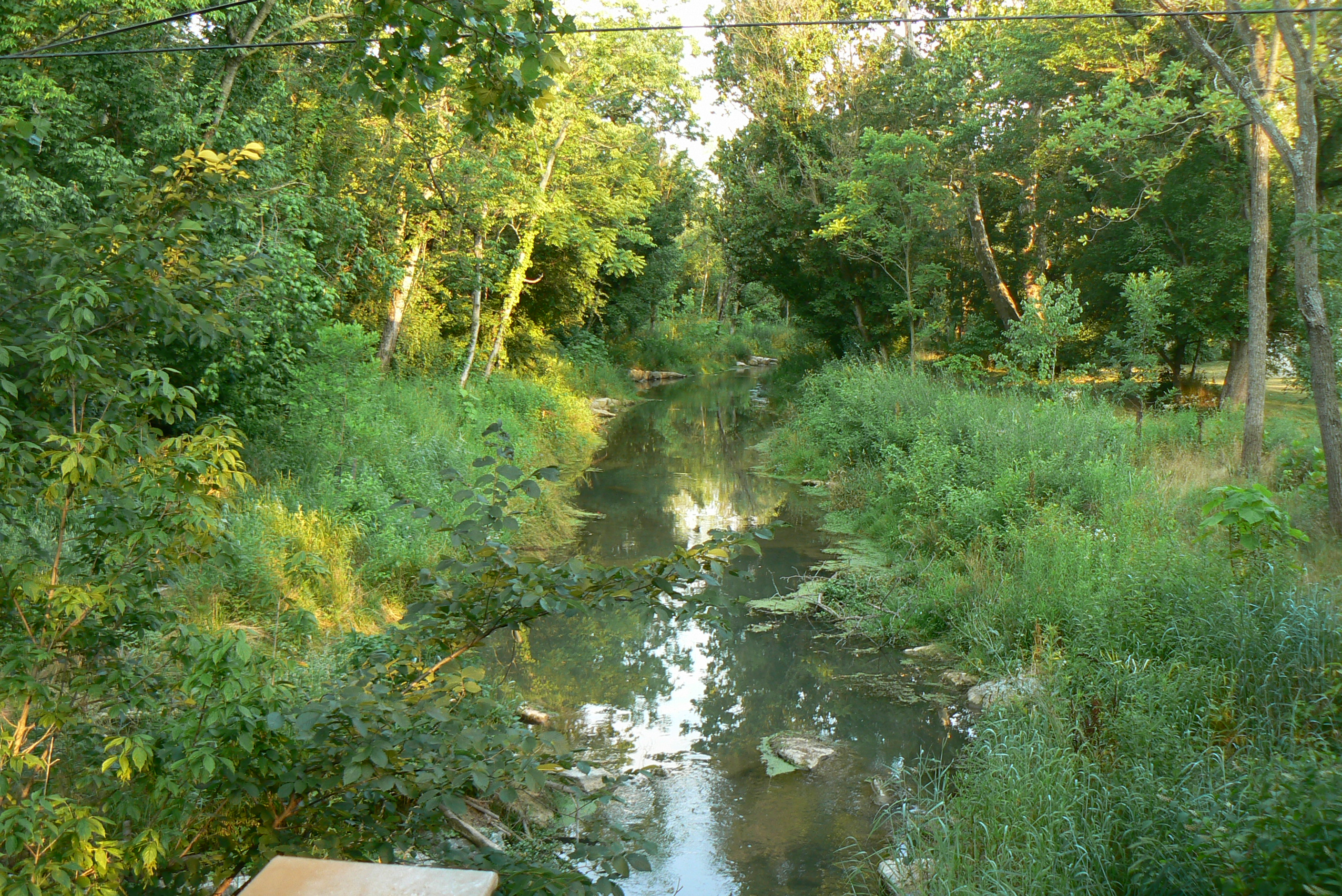